# Lucia limbaria
Lucia limbaria är en fjärilsart som beskrevs av Blanchard 1853. Lucia limbaria ingår i släktet Lucia och familjen juvelvingar. Inga underarter finns listade i Catalogue of Life.

## Bildgalleri

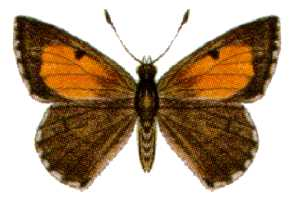